# Динам, Жак
Жак Дина́м (фр. Jacques Dynam), настоящее имя  Жак Андре́ Франсуа́ Жозе́ф Барбе́ (Jacques André François Joseph Barbé); 30 декабря 1923, Монруж, Франция — 12 ноября 2004, Париж, Франция) — французский актёр. Сыграл множество ролей на телевидении и в театре.
.
Известен по роли Бертрана, помощника комиссара Жюва в фильмах про «Фантомаса».

## Биография
Жак Андре Франсуа Жозеф Барбе родился 30 декабря 1923 года, в пригороде Парижа — городке Монруж, департамент О-де-Сен.
После получения среднего образования, в начале 1940-х годов, молодой человек поступил в театральную труппу Жана Дасте (фр. Jean Dasté), где под именем Жака Динам, где играл более трёх лет. Одновременно он также снимается в нескольких фильмах.
В 1945 году Ив Аллегре выбирает актёра на первую в его жизни значимую роль в фильме «Демоны рассвета», где его партнёршой по съёмочной площадке становится Симона Синьоре.
Впоследствии Жак Динам играет различные роли. Он с лёгкостью чередует комические и драматические амплуа, играя с такими звёздами эпохи, среди которых Пьер Френе в «Барри» (1948), Пьер Бланшар в «Доктор Леннек» (1948), Морис Шевалье в «Моё яблоко» (1950), Фернандель в «Мадемуазель Нитуш» (1953), и Мишель Симон в «Невыносимый господин Болтун» (1955).
Верный друг режиссёра Андрэ Юнебеля, Динам сыграл в дюжине его фильмов. Их первое сотрудничество началось в 1948 году в фильме «Миллионеры на один день», где он играл с Габи Морлей. Он исполнил роль инспектора Бертрана, помощника Луи де Фюнеса — комиссара Жюва в трёх фильмах о «Фантомасе» в 1964, 1965 и 1966 годах.
В театре Жак Динам, получивший признание у публики и критиков, играет в более чем пятидесяти пьесах.
Он играет в пьесах Жан Жионо в «Le bout de la route» (1942), Фелисьен Марсо в «L’œuf» (1955/56), Жорж Фейдо в «La main passe» (1968), Барилле и Греди в «Folle Amanda» (1971/72), и Карло Гольдони в «Les rustres» (1978 и 1982/83). В 1996 году, он вышел на сцену в последний раз исполнив роль в пьесе Саши Гитри «Le Comédien».
В 2002 году актёр сыграл в одном из своих последних фильмов; это был «Фанфан-Тюльпан» с Венсан Пересом и Пенелопой Крус.
За время творческой карьеры актёр снялся в более чем сотне фильмов, серий или телевизионных передач. Жак Динам также дублировал множество радиопередач.
Жак Динам умер 12 ноября 2004 года, в Больнице Святого Иосифа (фр. Hôpital Saint-Joseph), в XIV-ом округе Парижа от последствий пневмонии на восемьдесят первом году жизни..

## Избранная фильмография

### Актёр
- 1942 — Фантастическая симфония / La symphonie fantastique
- 1949 — Миллионеры на один день / Millionnaires d’un jour
- 1951 — Ночь — моё царство / La nuit est mon royaume
- 1952 — Суд Божий / Le Jugement de Dieu
- 1954 — Набережная блондинок[фр.] / Quai des blondes
- 1955 — Невыносимый господин Болтун /  L’Impossible Monsieur Pipelet
- 1957 — Полька для рук / La Polka des menottes
- 1958 — Такси, прицеп и коррида / Taxi, Roulotte et Corrida
- 1963 — Ищите кумира / Cherchez l’idole
- 1963 — Цепная реакция — Машерон
- 1964 — Мышь среди мужчин / Un drôle de caïd
- 1964 — Охота на мужчину / La Chasse à l’homme
- 1964 — Фантомас / Fantômas — Бертран
- 1965 — Убийцы в спальных вагонах / Compartiment tueurs
- 1965 — Когда пролетают фазаны / Quand passent les faisans
- 1965 — Фантомас разбушевался / Fantômas se déchaîne — Бертран
- 1966 — Ресторан господина Септима / Le Grand Restaurant
- 1966 — Фантомас против Скотланд-Ярда / Fantômas contre Scotland Yard — Бертран
- 1966 — Большие каникулы / Les Grandes Vacances
- 1969 — Приятно видеть друзей / Faites donc plaisir aux amis
- 1971 — Маленький театр Жана Ренуара[фр.] / Le Petit Théâtre de Jean Renoir
- 1983 — Убийственное лето / L'été meurtrier
- 1985 — Сцены из жизни / Tranches de vie
- 1988 — Здравствуй, страх / Bonjour l'angoisse
- 2003 — Фанфан-тюльпан / Fanfan la tulipe
- 2005 — Плюшевый синдром / L' Antidote — руководитель фабрики игрушек

### Сценарист
- 1969 — Приятно видеть друзей / Faites donc plaisir aux amis

## Работа в театре
- 1946: Auprès de ma blonde — Марселя Ашарда, режиссёр Пьер Френе, — Théâtre de la Michodière
- 1952: Harvey — Мари Шаз, режиссёр Марсель Ашаря, — Théâtre Antoine
- 1954: Les Quatre Vérités — Марселя Эме, режиссёр Андре Барсак, — Théâtre de l'Atelier
- 1960: L'Etouffe-Chrétien — Фелисьена Марсо, режиссёр Андре Барсак, — Théâtre de la Renaissance
- 1964: Croque-monsieur — Марселя Митуа, режиссёр Жан-Пьер Гренье, — Théâtre Saint Georges, Théâtre des Ambassadeurs
- 1967: Xavier — Жака Деваля, режиссёр Жак-Анри Дюваль, — Théâtre Edouard VII
- 1969: Le Babour — Фелисьена Марсо, режиссёр Андре Барсак, — Théâtre de l'Atelier
- 1971: Folle Amanda — Пьера Барилле и Жана-Пьера Греди, режиссёр Жак Шарон, — Théâtre des Bouffes-Parisiens
- 1973: La Royale Performance — Марселя Митуа, режиссёр Жан-Пьер Делаж, — Théâtre des Bouffes-Parisiens
- 1976: L'École des cocottes — Поля Армонта и Марселя Гербидон, режиссёр Жак Ардуен, — Théâtre Hébertot
- 1979: La Bonne Soupe — Фелисьена Марсо, режиссёр Жан Мейер, — Théâtre des Célestins,
- 1980: La Bonne Soupe — Фелисьена Марсо, режиссёр Жан Мейер, Théâtre des Célestins, Théâtre Marigny
- 1981: Domino — Марселя Ашарда, режиссёр Жан Пиат, — Théâtre Marigny
- 1983: L'Étiquette — Франсуазы Дорен, режиссёр Пьер Дюкс, — Théâtre des Variétés
- 1992: Knock ou le triomphe de la médecine — Жюля Ромэна, режиссёр Пьер Монди, — Théâtre de la Porte Saint-Martin